# Пяткин, Дмитрий Юрьевич
Дми́трий Ю́рьевич Пя́ткин (род. 21 марта 1963, Москва, СССР) — российский предприниматель, финансист.

## Биография
В 1986 году окончил Московский финансовый институт по специальности «Международные экономические отношения».
После окончания института, в период с 1986 года по 1990 год работал главным дилером по золотым слиткам во Внешэкономбанке СССР.
С 1990—1996 годы занимал пост вице-президента компании «Совлинк Американ Корпорейшн».
С 1996 является гендиректором финансовой компании «Совлинк», принадлежащей российскому банку «Альба Альянс».
С 1996 по 2001 — член совета директоров компании «Славнефть».
В 2004 году совместно с российским олигархом Александром Фрайманом, создали компанию «Тиолайн» на территории Республики Казахстан.
В 2005 году Дмитрий и его партнёр по бизнесу Александр Фрайман выкупили банк «Альба Альянс».
В 2007 году входит в совет директоров ОАО «Сода», которое на тот момент контролировало правительство Башкирии.
С 2007 по 2009 год являлся председателем совета директоров «Башкирской химии».
С 2013 года член совета директоров «Башкирской Содовой Компании», образованной в результате объединения ОАО «Сода» и ОАО «Каустик». В 2021 году «Башсода» вошла в топ-200 крупнейших российских компаний.
В 2016 году возглавил совет директоров банка «Альба Альянс».
В конце декабря 2020 года Дмитрий Пяткин был переизбран на должность главы совета директоров ПАО «ТГК-2».
В марте 2021 года ЦБ аннулировал лицензию банка «Альба Альянс» по просьбе Дмитрия Пяткина. Единственный владелец банка направил в ЦБ ходатайство о добровольной ликвидации кредитной организации.

## Куштау
В конце августа 2020 года Пяткин проходил фигурантом во внутриполитическом конфликте вокруг месторождения Куштау. «Башкирская Содовая компания», основным акционером которой было АО «Башкирская химия» Дмитрия Пяткина и бывшего первого вице-губернатора Ненецкого автономного округ Сергея Черникова (более 51 %), собиралась начать разработку шихана Куштау, но экологи и местные жители выступили против. Работой БСК заинтересовались на федеральном уровне.
В конфликт вмешался президент Владимир Путин. Он выдвинул обвинение частным акционерам БСК — Дмитрию Пяткину и Сергею Черникову — в незаконном приобретении пакета акций компании, неуплате налогов и выводе средств в офшоры. Власти Башкирии и Генпрокуратура подали судебный иск с намерением вернуть БСК под госконтроль республики.
В ходе судебного разбирательства, предприятие было национализировано, а Дмитрий Пяткин и Сергей Черников выведены из состава собственников.
«Вопрос сырья не решишь сменой акционера. Кто бы ни был владельцем компании, все равно придется искать ресурсы. Льготами тоже долгосрочную работу компании не обеспечить» — прокомментировал возможную национализацию компании Дмитрий Пяткин.
В январе 2021 года бывшие владельцы БСК обжаловали национализацию компании.

## Обуховский ГОК
Участие в ГОК.

## Учредительство
Дмитрий Пяткин также является учредителем ООО «Совлинк», в доверительном управлении которого находятся 60,48 % акций (59,8 % уставного капитала) ТГК-2, АО «Башхим», которое до решения арбитражного суда являлось основным акционером с 57,18 % акций.